# Арриета, Луис Эдуардо
Луис Эдуардо Арриета (исп. Luis Eduardo Arrieta; 17 июля, по другим данным 17 июня, по третьим данным 8 марта 1914, Конкордия — 9 июля 1972, Буэнос-Айрес) — аргентинский футболист, нападающий.

## Карьера
Луис Арриета родился в многодетной семье басков: помимо Луиса Эдуардо в семье было ещё четыре сына и дочь Сусана Кутро. Старший, Хуан стал футболистом, сыграв пять матчей за клуб «Ланус» в 1935 году. Два других брата — Братоломе и Дионисио также играли в футбол. Луис начал карьеру в клубе «Либертад» в 1926 году. С 1934 года он стал играть за основной состав команды.
В 1939 году Арриета перешёл в «Ланус», и в первый же год забил 31 гол в 32 матчах. В 1943 году Луис стал лучшим бомбардиром чемпионата Аргентины с 23 голами, поделив этот титул с Анхелем Лабруной и Раулем Фрутосом. Всего за клуб Арриента провёл 136 матчей, по другим данным 161 матч, и забил 120 голов, среди которых дважды нападающий забивал по пять голов — 30 июля 1939 года в матче с «Феррокарриль Оэсте» (9:1) и 2 июня 1940 года с «Эстудиантесом» (8:3), в котором он, к тому же, не реализовал пенальти. 
После этого Арриента перешёл в «Феррокарриль Оэсте». 22 апреля футболист дебютировал в составе команды в матче с клубом «Велес Сарсфилд» (1:2). 7 октября Луис провёл последний в карьере матч, в котором его команда сыграла вничью (1:1) с «Атлантой». Всего за клуб Арриета провёл 9 матчей и забил 4 гола. После этого он завершил игровую карьеру и через год возвратился в «Ланус», где работал в качестве тренера молодёжных команд.

## Международная статистика
| Матчи Луиса Арриеты за сборную Аргентины | Матчи Луиса Арриеты за сборную Аргентины | Матчи Луиса Арриеты за сборную Аргентины | Матчи Луиса Арриеты за сборную Аргентины | Матчи Луиса Арриеты за сборную Аргентины | Матчи Луиса Арриеты за сборную Аргентины | Матчи Луиса Арриеты за сборную Аргентины |
| ---------------------------------------- | ---------------------------------------- | ---------------------------------------- | ---------------------------------------- | ---------------------------------------- | ---------------------------------------- | ---------------------------------------- |
| №                                        | Дата                                     | Место проведения                         | Оппонент                                 | Счёт                                     | Голы                                     | Турнир                                   |
| 1                                        | 15 августа 1939                          | Асунсьон                                 | Парагвай                                 | 2:2                                      | 1                                        | Кубок Шевалье Бутеля                     |
| 2                                        | 18 февраля 1940                          | Сан-Паулу                                | Бразилия                                 | 2:2                                      | −                                        | Кубок Рока                               |
| 3                                        | 9 марта 1940                             | Буэнос-Айрес                             | Чили                                     | 3:2                                      | 3                                        | Кубок президента Чили                    |
| 4                                        | 5 января 1941                            | Сантьяго                                 | Чили                                     | 2:1                                      | 1                                        | Кубок президента Аргентины               |
| 5                                        | 9 января 1941                            | Сантьяго                                 | Чили                                     | 5:2                                      | 2                                        | Кубок президента Аргентины               |
| 6                                        | 19 января 1941                           | Лима                                     | Перу                                     | 1:1                                      | −                                        | Кубок Роке Саенса Пеньи                  |
| 7                                        | 26 января 1941                           | Лима                                     | Перу                                     | 1:1                                      | −                                        | Кубок Роке Саенса Пеньи                  |
| 8                                        | 29 января 1941                           | Лима                                     | Перу                                     | 3:0                                      | −                                        | Кубок Роке Саенса Пеньи                  |
| 9                                        | 4 марта 1941                             | Сантьяго                                 | Чили                                     | 1:0                                      | —                                        | Чемпионат Южной Америки                  |

## Достижения

### Командные
- Обладатель Кубка президента Чили: 1940
- Обладатель Кубка Роке Саенса Пеньи: 1941
- Чемпионат Южной Америки: 1941

### Личные
- Лучший бомбардир чемпионата Аргентины: 1943 (23 гола)